# Nadia Battocletti
Nadia Battocletti (* 12. April 2000 in Cles) ist eine italienische Leichtathletin, die sich auf den Langstreckenlauf spezialisiert hat. 2024 wurde sie in Rom Europameisterin über 5000 und 10.000 Meter. Im selben Jahr gewann bei den Olympischen Spielen in Paris die Silbermedaille über 10.000 Meter.

## Sportliche Laufbahn
Erste internationale Erfahrungen sammelte Nadia Battocletti bei den 2016 erstmals ausgetragenen Jugendeuropameisterschaften in Tiflis, bei denen sie im 3000-Meter-Lauf in 9:49,53 min den sechsten Platz belegte. Bei den Crosslauf-Weltmeisterschaften 2017 in Kampala erreichte sie nach 21:27 min Rang 34 in der U20-Wertung und bei den U20-Europameisterschaften in Grosseto gewann sie in 9:24,01 min die Bronzemedaille über 3000 Meter. 2018 belegte sie bei den U20-Weltmeisterschaften in Tampere in 9:13,45 min den achten Platz über 3000 Meter und im Dezember siegte sie bei den Crosslauf-Europameisterschaften in Tilburg nach 13:46 min in der U20-Wertung. Im Jahr darauf erreichte sie bei den Crosslauf-Weltmeisterschaften 2019 in Aarhus nach 22:24 min Rang 24 und gewann anschließend bei den U20-Europameisterschaften im schwedischen Borås in 16:09,36 min die Silbermedaille im 5000-Meter-Lauf. Im Dezember verteidigte sie bei den Crosslauf-Europameisterschaften in Lissabon in 13:58 min ihren Titel und sicherte sich diesmal in der Teamwertung die Silbermedaille. 2021 siegte sie in 15:37,4 min bei den U23-Europameisterschaften in Tallinn über 5000 Meter und nahm anschließend an den Olympischen Sommerspielen in Tokio teil und stellte dort zunächst im Vorlauf mit 14:55,83 min persönliche Bestzeit, ehe sie im Finale auf ihre Bestleistung erneut auf 14:46,29 min steigerte und damit den siebten Platz belegte. Mitte Dezember siegte sie dann in 20:32 min bei den Crosslauf-Europameisterschaften in Dublin im U23-Rennen. 2022 belegte sie bei den Europameisterschaften in München in 15:10,90 min den siebten Platz über 5000 Meter und im Dezember verteidigte sie bei den Crosslauf-Europameisterschaften in Turin in 19:55 min ihren Titel in der U23-Altersklasse und gewann in der Teamwertung die Silbermedaille. Im Jahr darauf belegte sie bei den Halleneuropameisterschaften in Istanbul in 8:44,96 min den vierten Platz über 3000 Meter. Im Juni wurde sie bei der 1. Liga der Team-Europameisterschaft im Rahmen der Europaspiele in Chorzów in 15:25,09 min Erste über 5000 Meter und sicherte sich damit ligenübergreifend die Silbermedaille hinter der Lettin Agate Caune. Im August gelangte sie bei den Weltmeisterschaften in Budapest mit 15:27,86 min im Finale auf Rang 16. Im Oktober belegte sie bei den Straßenlauf-Weltmeisterschaften in Riga in 14:45 min den fünften Platz über 5 km und im Dezember gewann sie bei den Crosslauf-Europameisterschaften in Brüssel in 34:25 min die Silbermedaille im Einzelrennen hinter der Norwegerin Karoline Bjerkeli Grøvdal. 
2024 holte Battocletti bei den Europameisterschaften in Rom mit neuem Meisterschaftsrekord von 14:35,29 min Gold über die 5000 Meter. Wenige Tage darauf siegte sie in 30:51,52 min auch über 10.000 Meter und stellte damit einen neuen Landesrekord auf. Einige Wochen später ließ sie bei den Olympischen Sommerspielen in Paris mit einem neuen Landesrekord von 14:31,64 min über die 5000 Meter einen vierten Platz folgen. Kurzfristig wurde die Italienerin sogar auf Platz drei gereiht, nachdem Faith Kipyegon disqualifiziert worden war. Die Disqualifikation gegen Kipyegon wurde aber nach einem Protest Kenias wieder aufgehoben. Vier Tage später lief sie über die 10.000 Meter in 30:43,35 min zu Silber hinter der Kenianerin Beatrice Chebet. Im Dezember gewann sie bei den Crosslauf-Europameisterschaften in Antalya in 25:43 min Gold in der allgemeinen Klasse und war damit die erste Frau, die Crosslauf-Europameisterin in der U20-, U23- und in der allgemeinen Klasse wurde. Zudem sicherte sie sich auch in der Teamwertung die Goldmedaille. Im Jahr darauf siegte sie in 21:14 min beim Campaccio und sicherte sich die Gesamtwertung der World Athletics Cross Country Tour 2024/25. Im April siegte sie bei den erstmals ausgetragenen Straßenlauf-Europameisterschaften in Löwen in 31:10 min über 10 km und sicherte sich auch in der Teamwertung die Goldmedaille. Wenige Wochen später stellte sie in Tokio mit 14:32 s einen neuen Europarekord im 5 km Straßenlauf auf.
In den Jahren 2018 und 2020 sowie 2023 und 2024 wurde Battocletti italienische Meisterin im 5000-Meter-Lauf sowie 2021 über 1500 Meter und 2023 über 10.000 Meter. Sie ist die Tochter des ehemaligen Langstreckenläufers Giuliano Battocletti, von dem sie auch trainiert wird, und der marokkanischen Läuferin Jawhara Saddougui.

## Persönliche Bestleistungen
- 1500 Meter: 3:59,19 min, 30. August 2024 in Rom
  - 1500 Meter (Halle): 4:20,44 min, 24. Januar 2021 in Padua
- 3000 Meter: 8:50,66 min, 13. Mai 2022 in Doha
  - 3000 Meter (Halle): 8:30,82 min, 13. Februar 2025 in Liévin (italienischer Rekord)
- 2 Meilen: 9:32,99 min, 23. April 2022 in Mailand (italienische Bestleistung)
- 5000 Meter: 14:31,64 min, 5. August 2024 in Paris (italienischer Rekord)
- 10.000 Meter: 30:43,45 min, 9. August 2024 in Paris (italienischer Rekord)
- 5-km-Straßenlauf: 14:32 min, 3. Mai 2024 in Tokio (Europarekord)
- 10-km-Straßenlauf: 31:10 min, 13. April 2025 in Löwen (italienischer Rekord)